# Obélisque de Roucourt
L'obélisque de Roucourt est un obélisque construit vers 1818 au sud du bois de Lewarde, sur le finage de Roucourt, dans le Nord, en France.

## Description
L'obélisque fait de briques mesure onze mètres de hauteur et a été construit par des soldats danois vers 1818.